# Danny Comden
Danny Hill Comden (ur. 10 kwietnia 1969 r. w Beverly Hills w stanie Kalifornia, USA) – amerykański aktor i komik.

## Filmografia
- 2010: Father Of Invention
- 2008: Dirt jako Ted Rothmann
- 2008: Gdzie pachną stokrotki (Pushing Daisies) jako Rob Wright
- 2007: The Call jako Nick – także producent serialu
- 2007: Śmierć na żywo (Live!) jako Buck
- 2006: Jump jako Danny – także scenarzysta i producent filmu
- 2006: The Danny Comden Project jako Danny – także scenarzysta i producent filmu
- 2005: Pretty Persuasion jako Roger Nicholl
- 2004: Łamiąc wszystkie zasady (Breakin' All the Rules) jako Sam
- 2003–2004: Randka z gwiazdą (I'm with Her) jako Stevie Hanson
- 2002: Autostrada (Highway) jako Shanks
- 2002: The Johnny Chronicles jako Johnny Monroe
- 2001: Sol Goode jako Cooper – także reżyser i scenarzysta filmu
- 2001: Fast Sofa jako Brad, brat Tracy
- 1998: Ulice strachu (Urban Legend) jako Blake
- 1997: Wulkan (Volcano) jako policjant
- 1996: Małpa w hotelu (Dunston Checks In) jako Norm
- 1996: Przypadkowe piekło (An Occasional Hell) jako Craig Fox
- 1994: Słoneczny patrol (Baywatch) jako Al